# Виктория Баденская
Виктория Баденская (швед. Victoria av Baden, нем. Viktoria von Baden), при рождении София Мария Виктория Баденская (нем. Sophie Marie Viktoria von Baden, 7 августа 1862, Карлсруэ, Великое герцогство Баден — 4 апреля 1930, Рим, Италия) — дочь великого герцога Баденского Фридриха I и Луизы Прусской, супруга короля Швеции Густава V, королева Швеции в 1907—1930 годах, мать короля Швеции Густава VI Адольфа.

## Семья и ранняя жизнь

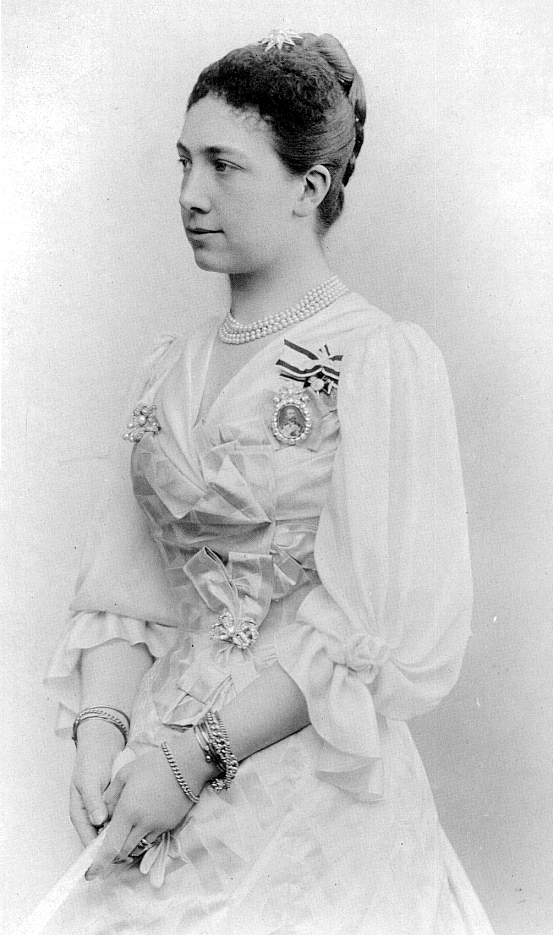
Фотография принцессы Виктории Баденской в юности.

Принцесса София Мария Виктория родилась 7 августа 1862 года в замке Карлсруэ. Она была единственной дочерью Фридриха I Баденского — четвёртого ребёнка великого герцога Баденского Леопольда I и великой герцогини Баденской Софии Вильгельмины, дочери короля Швеции Густава IV Адольфа. Мать Виктории — Луиза Прусская, дочь императора Германии Вильгельма I и императрицы Августы.
Росла принцесса в замке Карлсруэ вместе с братьями Фридрихом и Людвигом. Лето семья проводила на острове Майнау, где у них был свой дворец. Семья регулярно посещала императора и императрицу Германии в Берлине. Иногда они совершали поездки на юг Франции, в Швейцарию или на какой-то английский приморский курорт. Великая герцогиня Луиза, мать Виктории, была строга со своими детьми. Они спали в холодных комнатах на жёстких кроватях. Возможно, именно то, что принцесса спала в холодной комнате стало одной причин её последующих проблем со здоровьем.
Школьное образование Виктория начала получать в 1871 года в своем замке вместе с 15 другими девушками под руководством матери. Виктория прекрасно владела немецким языком, говорила на английском и французском, хорошо рисовала, любила фотографировать, изучала историю. Принцесса была талантливой пианисткой, умела запросто сыграть Шопена, Бетховена, или же её любимого композитора Вагнера. Виктория наизусть знала многие стихи Фридриха Шиллера и Людвига Уланда.
Виктория была влюблена в российского великого князя Николая Михайловича, внука императора Николая I и двоюродного дяди Николая II. Но брак между ними был невозможен, так они приходились друг другу двоюродными братом и сестрой. Великая герцогиня Луиза считала подходящей партией для своей дочери кронпринца Прусского и Германского Вильгельма. Виктория и Вильгельм также были кузенами. Но брак так и не состоялся из-за влияния Бисмарка.
Вопрос о браке наследного принца Швеции и Норвегии Густава сильно беспокоил короля и королеву. Король Оскар счел разумным уставить более тесные связи с Германией, женив своего сына на одной из немецких принцесс. Одной из кандидаток была принцесса Шарлотта Прусская, дочь императора Фридриха III. В шведской прессе публиковали информацию о возможном браке наследника и принцессы Виктории Гессен-Дармштадтской, внучки королевы Виктории. Королева София рассматривала вариант женить своего старшего сына на младшей дочери королевы Виктории, принцессе Беатрисе, но в Великобритании королева Виктория не поддержала такой союз.
Осенью 1879 года кронпринц Густав был направлен в Страсбург, где проходил службу. Во время посещения Лондона он получил приглашение от принца Фридриха, брата Виктории, посетить их семью в Бадене. После окончания службы, Густав посетил семью Великого герцога, но никаких романтических чувств между Викторией и кронпринцем тогда не возникло.

## Брак

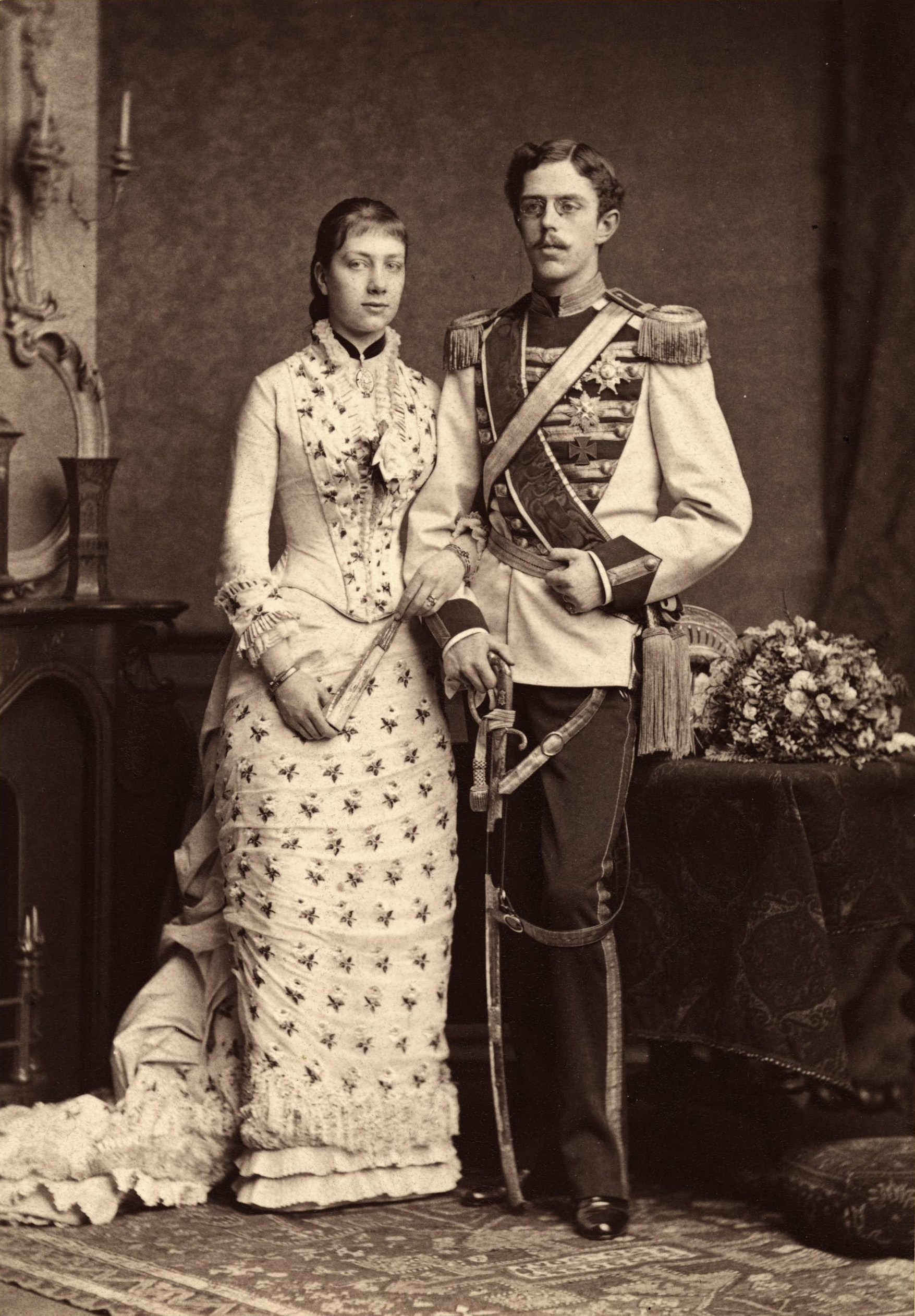
Свадебная фотография Виктории и Густава, 1881 год.

В феврале 1881 года кронпринц Густав был отправлен родителями в Германию на свадьбу принца Вильгельма Прусского и Августы Шлезвиг-Гольштейнской. Там Густав ближе познакомился с Викторией. В письме к матери, кронпринц писал: «Все окружавшие нас заметили, что мы полюбили друг друга, но это меня ничуть не смущает. Ибо я выбрал себе невесту и чувствую себя очень радостно.» Через две недели после встречи, 12 марта, было объявлено о помолвке наследного принца Швеции и Норвегии Густава и баденской принцессы Виктории.
После помолвки кронпринц Густав был вынужден вернуться в Стокгольм из-за сильно болевшего пневмонией отца. Когда отец поправился, жених вернулся к невесте и они отпраздновали в Карлсруэ Пасху. В мае король Оскар II ездил на курорт Бад-Эмс, где смог лично познакомится с будущей невесткой. Вместе с королевой Софией, король отправился в город Брюль, где встретился с императрицей Германии Августой и обсудил все детали предстоящей свадьбы.

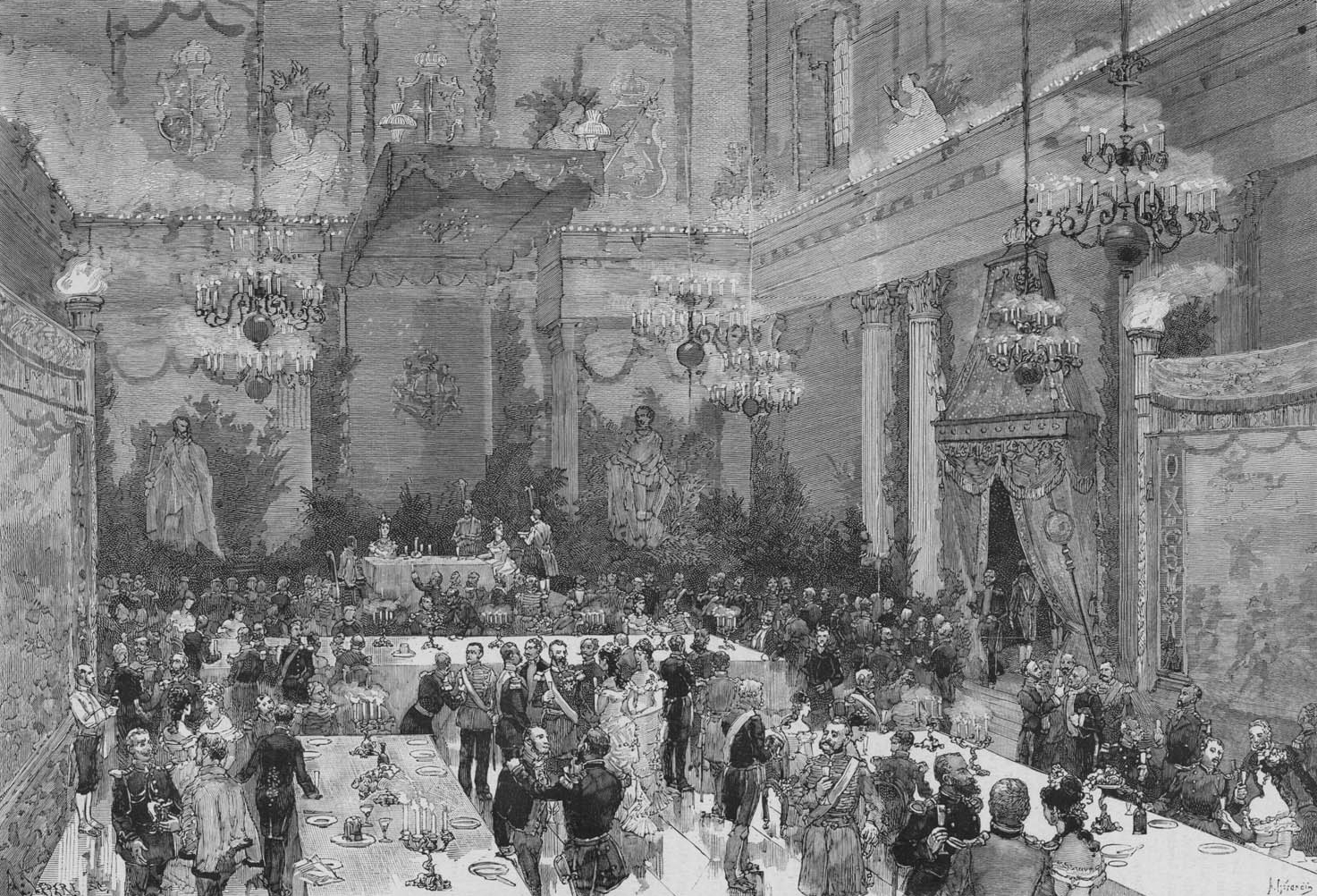
Рисунок свадьбы Виктории, опубликованный во французском журнале Le Monde.

До конца лета Виктория и Густав вместе с королём и королевой находились в Санкт-Морице. Виктория начала изучать шведский язык, историю и культуру страны. Историю и культуру Виктории преподавал известный шведский историк Оскар Алин, а курс истории шведской Конституции ей лично преподавал король Оскар II.
20 сентября 1881 года состоялась свадьба в Карлсруэ. Викторию к алтарю вели её отец и дед, император Вильгельм I. Невеста была одета в платье из мирта, жених — в мундире драгунского полка. В честь свадьбы было дано три пушечных залпа по 12 выстрелов. После трёх дней свадебных торжеств, молодожёны отправились в Швецию. Возвращение на новую родину прошло через Данию, а затем на фрегате Ванадис чета прибыла в Стокгольм. В столице на две недели были устроены пышные торжества, Виктория официально получила титул Кронпринцессы Шведской и Норвежской. 1 октября 1881 года король Оскар II дал торжественный обет в честь невестки, а на следующий день состоялось торжественное богослужение в Королевской церкви Стокгольма. 3 октября в Королевском дворце состоялся бал на 2000 гостей. 4 октября торжества завершились семейным походом в Королевскую оперу, где выступала известная оперная певица Кристина Нильсон.

## Жизнь в Швеции
Супруги после свадьбы стали проживать в Королевском дворце Стокгольма на этаже, который позже будет называться Этаж принцессы Сибиллы, в честь матери ныне правящего короля Швеции. После свадебных торжеств, молодая пара отправилась обратно в Германию, где они посетили родителей Виктории, затем встречались с родственниками в Нойвиде и Берлине. Далее они отправились в Данию, где встретились с кронпринцессой Датской Луизой, двоюродной сестрой Густава. В феврале-марте 1882 года супруги посетили Осло — столицу Норвегии.
Виктория принимала активное участие в жизни общества, устраивая в Стокгольме различных художественные выставки, участвовала в благотворительности. Кронпринцесса пыталась ввести в шведский королевский двор немецкие порядки и традиции, но король был против этого.

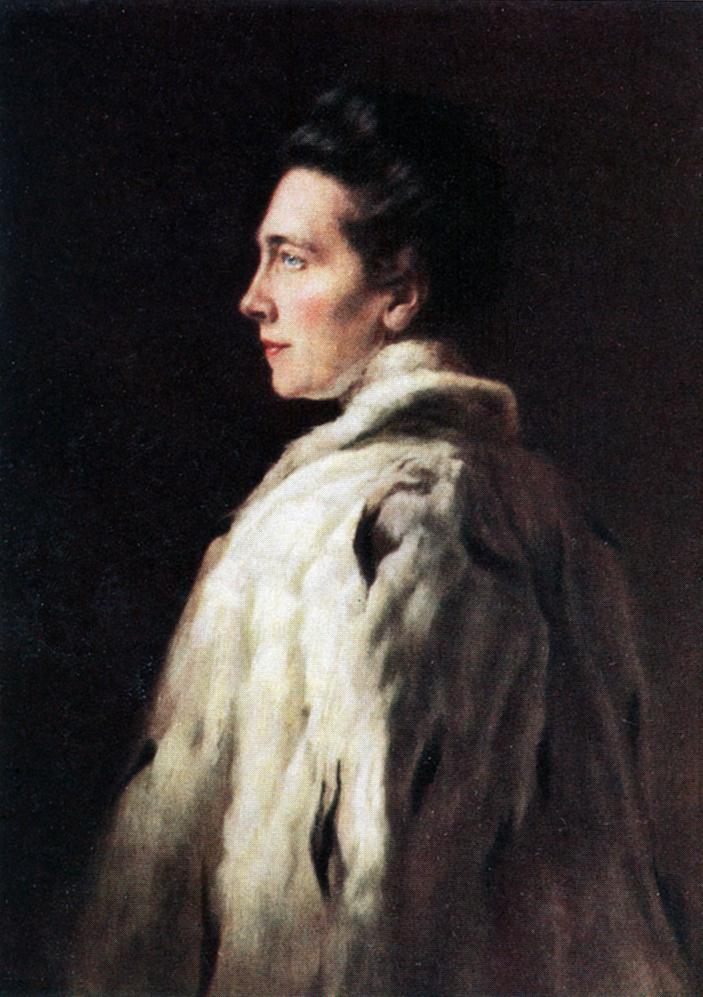
Королева Виктория Шведская в 1910 году.

Летом 1882 года стало известно, что Виктория ожидает рождения первенца. В ноябре 1882 года она родила сына Густава Адольфа. Король Оскар запретил сыну и невестке назвать ребенка немецкими именами Фридрих или Вильгельм, однако Виктория дала ребёнку эти имена в качестве третьего и четвёртого. После родов Виктория была слаба, она заболела бронхитом. В 1884 году родился её второй сын Вильгельм, в 1889 году она родила третьего сына Эрика, страдавшего впоследствии эпилепсией и умершего в возрасте 29 лет от испанки. После рождения третьего ребёнка Виктория заболела плевритом, которым страдала на протяжении всей оставшейся жизни. Лето семья обычно проводила во дворце Тульгард.
8 декабря 1907 года король Оскар II умер, Густав взошёл на шведский престол, а Виктория стала королевой Швеции. В следующем году супругов посетило много королевских особ, среди которых король Великобритании Эдуард VII, королева Александра и их дочь принцесса Виктория. Вместе с мужем они совершили официальные поездки в Лондон, Париж, Берлин и Вену. В 1913 году ездили в Италию по приглашению короля Виктора Эммануила III и королевы Елены. Королева Виктория участвовала в неофициальных собраниях с представителями шведских политических партий. Во время Первой мировой войны Виктория четыре раза ездила в Германию, где жила её мать, вдовствующая Великая герцогиня Баденская.
В 1918 году от «испанки» скончался младший сын Виктории, принц Эрик. После его смерти 20 сентября был объявлен полугодичный траур.
После войны король и королева, которая часто болела, ездили по Швеции, в 1925 году побывали в Финляндии.
4 апреля 1930 года королева Виктория скончалась от сердечного приступа. 12 апреля состоялись государственные похороны в церкви Риддархольмена. На церемонии погребения присутствовали представители Берлина и Рима.

## Дети
От брака с Густавом V, королём Шведским родилось трое сыновей:
- Густав VI Адольф (1882—1972) — Король Швеции с 1950 года, был женат дважды: 1-я супруга принцесса Маргарита Коннаутская (1882—1920), имел в браке пятерых детей; 2-я супруга Леди Луиза Маунтбеттен (1889—1965), в браке имел одну мертворожденную дочь;
- принц Вильгельм, герцог Сёдерманландский (1884—1965) — был женат на Великой княжне Марии Павловне (1890—1958), имел в браке одного сына, в 1914 году супруги развелись;
- принц Эрик, герцог Вестманландский (1889—1918) — страдал эпилепсией, умер от испанки, женат не был, детей не имел.

## Титулы
- Её Великогерцогское Высочество Принцесса Виктория Баденская (1862—1881)
- Её Королевское Высочество Кронпринцесса Швеции и Норвегии (1881—1905)
- Её Королевское Высочество Кронпринцесса Швеции (1905—1907)
- Её Величество Королева Швеции (1907—1930)